# Lincoln Near-Earth Asteroid Research
The Lincoln Near-Earth Asteroid Research (LINEAR, (pol.) Projekt Poszukiwania Planetoid Bliskich Ziemi im. Lincolna) – projekt, przy którego realizacji współpracują Siły Powietrzne Stanów Zjednoczonych, NASA oraz Laboratorium Lincolna z MIT. Celem przedsięwzięcia jest skatalogowanie planetoid, w celu wyznaczenia ich orbit, a co za tym idzie oszacowania ryzyka zderzenia z Ziemią. Obserwacje przeprowadzane są za pomocą dwóch teleskopów znajdujących się w placówce Laboratorium Lincolna na terenie poligonu rakietowego White Sands Missile Range, niedaleko Socorro w stanie Nowy Meksyk. Wyniki badań przesyłane są do Minor Planet Center.
Pierwsze testowe obserwacje wykonano w 1996 roku, a od 1998 roku, kiedy program zaczęła finansować NASA, liczba obserwacji znacząco wzrosła. Program LINEAR jest odpowiedzialny za odkrycie niemal 40% planetoid o znanych orbitach, w tym prawie 35% znanych obiektów z grupy bliskich Ziemi (NEO). Według danych z 15 września 2011 roku, w ramach projektu wykonano 7 380 528 obserwacji planetoid, w tym odkryto 231 082 nowe, z czego 2423 należą do obiektów NEO. Odkryto również 279 komet.
Minor Planet Center odnotowuje, że w ramach tego przeglądu nieba w latach 1997–2012 odkryto 146 912 planetoid, najwięcej spośród dotychczasowych programów badawczych. Niższa liczba wynika z uwzględnienia wyłącznie obiektów o dobrze wyznaczonych orbitach, którym nadano numery; liczba ta będzie rosła w miarę wyznaczania parametrów orbit kolejnych ciał.